# Завещание Инки Сайри Тупака
Завещание Инки Сайри Тупака — важный документ по истории инков. Автор — Сайри Тупак, второй правитель
Вилькабамбы. Место и дата составления — Куско, 25 октября 1558 года.

## О документе
В документе изложены особенности печального существования, которое
влачил в Куско потомок инкского рода, предпочитавший скорее прибегнуть к милости
испанских вельмож, чем вести бродячую жизнь и укрываться в чащах Вилькабамбы.
Разительным является незначительность завещанного и скромности
имущества, каким располагал составитель завещания. Если в материальном плане эта
бедность как-то очевидна, то, пожалуй, более показательным является окончательное
отречение от всего императорского превосходства, прямо-таки исходящее от документа.
Ни в одном из его пунктов не проявляется и следа былой мощи, а само величие династии
утрачено. Если бы это не выдавали имена, озаглавливающие документ,
никто бы не заподозрил, что тот, кто составляет этот текст, является особой,
заключавшей сделки на равных с представителями Императора Карла I. От высокомерия
и гордого тщеславия Атабалипы в Кахамарке до этого бедного и скромного
нотариального акта — большая пропасть.